# Alva M. Lumpkin
Alva M. Lumpkin (Milledgeville, 1886. november 13. – Washington, 1941. augusztus 1.) az Amerikai Egyesült Államok szenátora (Dél-Karolina, 1941).